# Maria Neculiță
Maria Neculiță, född den 30 mars 1974 i Deva, Rumänien, är en rumänsk gymnast.
Hon tog OS-silver i lagmångkampen i samband med de olympiska gymnastiktävlingarna 1992 i Barcelona.